# Weitendorf (Gemeinde Wildon)
Weitendorf ist eine Ortschaft und eine Katastralgemeinde der Marktgemeinde Wildon im Bezirk Leibnitz im österreichischen Bundesland Steiermark.
Weitendorf war bis Ende 2014 auch eine selbständige Gemeinde, wurde aber im Rahmen der Gemeindestrukturreform in der Steiermark mit der Marktgemeinde Wildon zusammengeschlossen, Die neue Gemeinde führt den Namen Wildon weiter. Grundlage dafür ist das Steiermärkische Gemeindestrukturreformgesetz – StGsrG.

## Geographie
Weitendorf liegt zwischen den Flüssen Kainach und Mur am Südende des Kaiserwaldes in der Südsteiermark.

### Gemeindegliederung
Am 1. Jänner 1969 wurde die Gemeinde Kainach bei Wildon eingemeindet. Die Gemeinde bestand seither aus zwei Katastralgemeinden (Fläche Stand 31. Dezember 2023):
- Kainach (364,71 ha)
- Weitendorf (1.023,75 ha)

Ortschaften (in Klammern Einwohnerzahl Stand 1. Jänner 2024):
- Kainach bei Wildon (265)
- Lichendorf (117)
- Neudorf ob Wildon (292)
- Weitendorf (1283)

### Ehemalige Nachbargemeinden
Nachbargemeinden waren (im Uhrzeigersinn):
- Zwaring-Pöls
- Wundschuh
- Werndorf
- Mellach
- Stocking
- Wildon
- Hengsberg

## Geschichte
Die Ortsgemeinde als autonome Körperschaft entstand 1850. Nach der Annexion Österreichs 1938 kam die Gemeinde zum Reichsgau Steiermark, 1945 bis 1955 war sie Teil der britischen Besatzungszone in Österreich.
1970 wurde die Trans Austria Gasleitung verlegt und um 2003/2006 um einen 3. Strang erweitert. Im Ortsteil Kainach liegt die Schieberstation zur Speisung der Süd-Ost-Leitung (SOL) nach Slowenien, in Lichendorf liegt die Kompressorstation, ein Upgrade erfolgte um 2003/2010.
Seit 2009 bildete die Gemeinde zusammen mit den Gemeinden Hengsberg, Lang, Lebring-St. Margarethen, Stocking und Wildon die Kleinregion Kulturpark Hengist.
Der über 200 Jahre alte Basaltsteinbruch wurde ehemals von der Stadt Graz für Eigenbedarf betrieben. Der Grundwassersee soll – Stand April 2024 – als Fernwärmespeicher für Graz genutzt werden. Die Projektinitiatoren sind der Steinbruchbesitzer Heimo Ecker-Eckhofen und Gilbert Frizberg.

## Einwohnerentwicklung
- 1869: 0911
- 1939: 1411
- 2009: 1527
- 2014: 1542[7]

## Politik
Bürgermeister war bis Ende 2014 Franz Plasser (ÖVP). Der Gemeinderat setzte sich nach den Wahlen von 2010 wie folgt zusammen:
- 8 ÖVP
- 6 SPÖ
- 1 Grüne

## Wappen
Das am 1. Mai 1994 verliehene Gemeindewappen hat folgende Blasonierung:
„In schwarzem Schild ein eisenzeitliches durchbrochenes goldenes Trapez, darin zwischen Laubwerk ein Hirsch schreitend.“
Es leitet sich aus mit Bronzeblättchen beschlagenen Fundgegenständen ab.

## Kultur und Sehenswürdigkeiten
- Weitendorf ist Mitglied des Kulturparks Hengist.

### Naturdenkmäler
- Basaltsteinbruch Weitendorf, ein erloschener Vulkan

## Ehrenbürger
- Bgm. a. D. Josef Kaiser

## Historische Landkarten

historische Landkarten zum Gebiet von Weitendorf
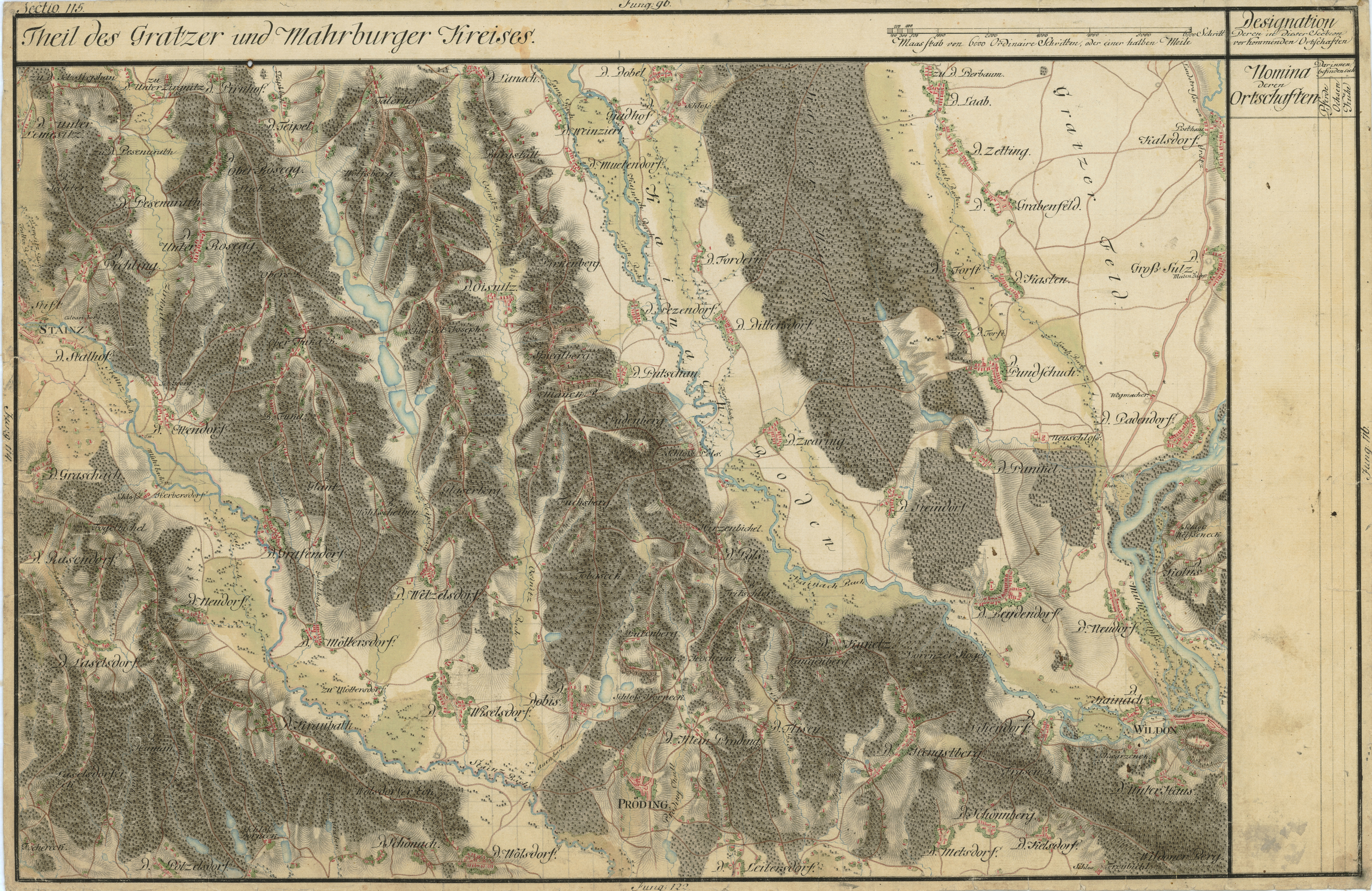
„Beydendorf“: Josephinische Landesaufnahme, ca. 1790.
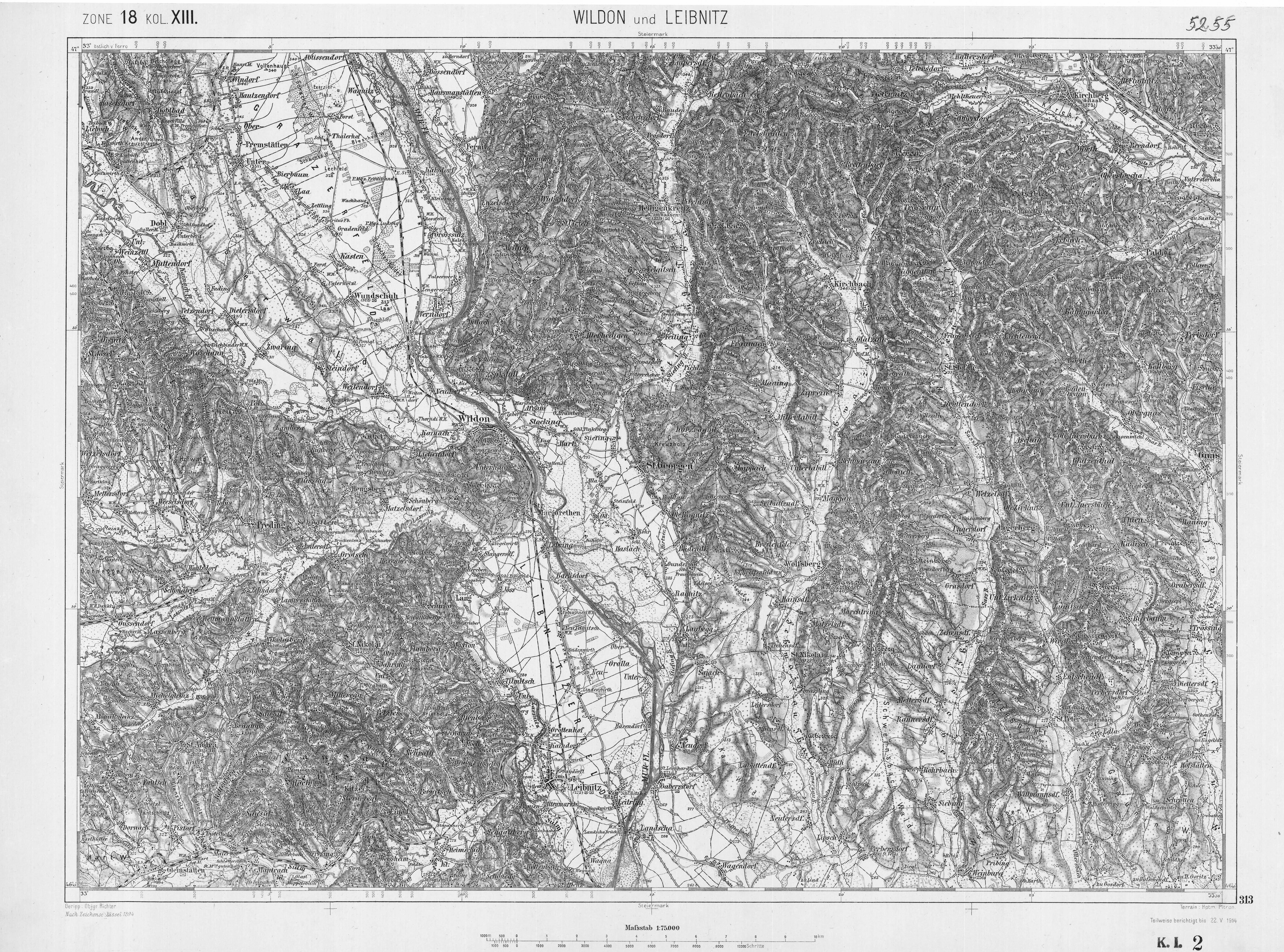
Franzisco-Josephinische Landesaufnahme, ca. 1910